# Scottish Football Hall of Fame
In der Scottish Football Hall of Fame des nationalen Fußballmuseums in Glasgow werden außergewöhnliche Leistungen von Fußballspielern und weiteren Fußballpersönlichkeiten geehrt, die in Schottland aktiv waren. Die Ruhmeshalle befindet sich im Hampden Park. Aufgenommen werden sowohl schon Verstorbene als auch noch lebende Personen.

## Mitglieder
- Roy Aitken (2018)
- Steve Archibald (2009)
- Bertie Auld (2009)
- Willie Bauld (2007)
- Jim Baxter (2004)
- Billy Bremner (2004)
- Bill Brown (2014)
- Bobby Brown (2015)
- Craig Brown (2010)
- Martin Buchan (2013)
- Matt Busby (2004)
- Terry Butcher (2011)
- Eric Caldow (2007)
- Charles Campbell (2005)
- Stevie Chalmers (2016)
- John Clark (2017)
- Davie Cooper (2006)
- Jimmy Cowan (2007)
- Jim Craig (2017)
- Paddy Crerand (2011)
- Kenny Dalglish (2004)
- Jimmy Delaney (2009)
- Tommy Docherty (2013)
- Bobby Evans (2008)
- Alex Ferguson (2004)
- Julie Fleeting (2018)
- Hughie Gallacher (2004)
- Patsy Gallacher (2019)
- Tommy Gemmell (2006)
- Archie Gemmill (2008)
- Alan Gilzean (2009)
- George Graham (2015)
- Eddie Gray (2013)
- John Greig (2004)
- Andy Goram (2010)
- Richard Gough (2006)
- Alan Hansen (2007)
- Joe Harper (2019)
- Willie Henderson (2006)
- Stewart Hillis (2015)
- Alex James (2005)
- Sandy Jardine (2006)
- Mo Johnston (2009)
- Bobby Johnstone (2011)
- Derek Johnstone (2008)
- Jimmy Johnstone (2004)
- Joe Jordan (2005)
- Archie Knox (2018)
- Paul Lambert (2009)
- Henrik Larsson (2006)
- Brian Laudrup (2006)
- Denis Law (2004)
- Jim Leighton (2008)
- Bobby Lennox (2005)
- Billy Liddell (2008)
- Lisbon Lions (2017)
- Peter Lorimer (2014)
- Dave MacKay (2004)
- Ally MacLeod (2015)
- Willie Maley (2009)
- Maurice Malpas (2015)
- Gary McAllister (2016)
- Ally McCoist (2007)
- Robert Smyth McColl (2011)
- McCrae’s Battalion (2014)
- Allan McGraw (2017)
- John McGovern (2017)
- Hugh McIlvanney (2011)
- Jim McLean (2005)
- Alex McLeish (2005)
- Frank McLintock (2012)
- Billy McNeill (2004)
- Danny McGrain (2004)
- Jimmy McGrory (2004)
- Tommy McLean (2019)
- Ian McMillan (2018)
- Bob McPhail (2012)
- Archie Macpherson (2017)
- Gordon McQueen (2012)
- Paul McStay (2010)
- Davie Meiklejohn (2009)
- Willie Miller (2004)
- Alan Morton (2005)
- Bobby Murdoch (2004)
- David Narey (2010)
- Charlie Nicholas (2014)
- Willie Ormond (2006)
- FC Queen’s Park (2017)
- Lawrie Reilly (2005)
- /  Rose Reilly (2007)
- John Robertson (2006)
- John Robertson (2019)
- Alan Rough (2013)
- Bill Shankly (2004)
- Ronnie Simpson (2011)
- Alex Smith (2016)
- Gordon Smith (2004)
- Walter Smith (2007)
- Graeme Souness (2004)
- Pat Stanton (2012)
- Billy Steel (2006)
- Colin Stein (2019)
- Jock Stein (2004)
- Ian St. John (2008)
- Gordon Strachan (2007)
- Bill Struth (2008)
- Paul Sturrock (2019)
- Scot Symon (2013)
- John Thomson (2008)
- Eddie Turnbull (2007)
- Willie Waddell (2005)
- Bobby Walker (2013)
- Tommy Walker (2006)
- Jock Wallace (2016)
- Willie Wallace (2017)
- John Wark (2016)
- Andrew Watson (2012)
- Tiny Wharton (2010)
- John White (2005)
- Davie Wilson (2014)
- Willie Woodburn (2004)
- George Young (2005)